# Victoria Daïneko
 (juillet 2024).
Si vous disposez d'ouvrages ou d'articles de référence ou si vous connaissez des sites web de qualité traitant du thème abordé ici, merci de compléter l'article en donnant les références utiles à sa vérifiabilité et en les liant à la section « Notes et références ».
 (juillet 2024).
- Si vous ne connaissez pas le sujet, laissez ce bandeau (vous pouvez alors contacter les auteurs).
- Si vous supprimez le contenu mis en cause (vous pouvez préalablement contacter les auteurs),

argumentez précisément cette suppression dans la page de discussion
(un manque de référence n'est pas un argument ; une recherche réelle de référence doit avoir été effectuée, être formellement documentée).
Victoria Petrovna Daïneko, née le 12 mai 1987 à Kirovski, village de l'oblast Taldi-Kourganski dans l'ancienne RSS du Kazakhstan, est une chanteuse et actrice russe, gagnante de la cinquième saison de Star Academy en Russie.

## Biographie et réalisations

### Premières années
Victoria naît le 12 mai 1987 au Kazakhstan dans le village de Kirovski, dans l'oblast Taldi-Kourganski, mais elle passe son enfance dans la ville iakoute de Mirny, en Russie.
Enfant elle rêve déjà de devenir chanteuse, désir que ses parents ne prennent au sérieux. Piotr et Evguénia Daïneko, parents de la jeune fille, l'orientent alors vers la danse classique. Elle participe au ballet « Les Diamants de Iakoutie ». Vika danse jusqu'à l'âge de ses 11 ans.
Durant ses années adolescentes elle commence à chanter dans diverses salles de Mirny, le plus souvent en reprenant des tubes connus. Ses progrès la conduisent à faire la première partie de groupes comme « Reflection » (en russe : Отражение) puis « Phaéton » (en russe : Фаэтон). Comme il n'y a pas d'école musicale spécialisée dans la petite ville, Victoria devient autodidacte. Elle étudie l'anglais en même temps.

### Star Academy
Victoria Daïneko participe et remporte la saison 5 de la Fabrique des Étoiles, version russe de Star Academy, sous le patronage d'Alla Pougatcheva. Elle y interprète deux titres en solo: « Je serai meilleure » (en russe : Я буду лучше) sur une musique d'Oleg Voliando et des paroles de Constantin Arseniev, et « Leila » (en russe : Лейла), musique d'Igor Matvienko et textes d'Igor Matvienko et Ioulia Boujilova.
Elle tourne le clip de « J'ai rêvé » (en russe : Снилось мне), musique d'Aleksandr Marchal et textes de Karen Kavalerian, en duo avec Aleksandr Marchal.

### Carrière post Star Academy

#### Années 2005-2006
Après Star Academy, la collaboration avec le compositeur Igor Matvienko devient plus serrée. Vika tourne le clip de Leila en 2005, en Thaïlande. Suivent de nouvelles chansons et de nouveaux clips.
Parallèlement à son activité artistique, sa vie privée se retrouve souvent sur le devant de la scène, par le biais de la presse people. C'est le cas lors de son idylle avec Pavel Artemiev, le chanteur du groupe « Racines » (en russe : Корни). La romance est de courte durée mais inspire la chanson « Je te quitte immédiatement, tout simplement » (en russe : Я просто сразу от тебя уйду) (musique d'Igor Matvienko et paroles d'Olga Rovnaïa).
Le clip met en scène Vika regardant le clip « Tu veux que je chante pour toi » (en russe : Хочешь я тебе спою), hit du groupe « Racines », sur une idée du réalisateur Victor Pridouvalov.

#### Année 2007
Au début de 2007 Vika interprète la bande originale du film « En attendant un miracle » (en russe : В ожидании чуда — Фильм не о любви), toujours en collaboration avec Igor Matvienko et Olga Rovnaïa.
À l'automne elle est sélectionnée aux « MTV Russia Music Award » dans la catégorie « Meilleure interprète féminine », finale perdue face à la chanteuse MakSim. Lot de consolation, Vika remporte le titre de « Chanteuse Fashion de l'année 2007 », décerné par la chaine de télévision Fashion TV.
Plus tôt au cours de l'année, Victoria pose pour le numéro d'avril du magazine Playboy, ce qu'elle regrette grandement plus tard, comme elle l'avoue lors de l'interview donnée à la station radio Station 2.0.
Toujours en 2007, elle participe à l'émission « L'Âge de glace » avec le patineur Aleksey Yagudin. Ils atteignent ensemble la finale. Cette rencontre amène en retour Iagoudine à s'aventurer sur le terrain de la chanteuse puisqu'ils interprètent en duo et jouent dans le clip de la chanson « Aiguille » (en russe : Иголка).
Cette même année Victoria s'essaye au cinéma: elle apparait en caméo dans un épisode de la série télévisée « Heureux ensemble » (en russe : Счастливы вместе), et donne sa voix au héros du film d'animation « L'Arche de Noé » (en russe : Ноев ковчег), Panti.

#### Années 2008-2011
Le 6 mars 2008 sort son album « Aiguille », compilation des hits de la chanteuse et premier album après trois ans de travail.
À l'automne 2009, elle participe à l'édition 2009 de l'émission de la Première chaine, « Deux Etoiles » (en russe : Две звезды), en duo avec l'acteur Aleksandr Olechko. Aleksandr et Victoria finissent à la troisième place du show.
À la fin de l'année 2010, elle prête sa voix à l'héroïne principale du film d'animation « Raiponce ».
En 2011, Victoria participe au projet « Star Academy. Le retour », aux côtés de vainqueurs des années précédentes. Elle fait partie de l'équipe du producteur Igor Matvienko et remporte la compétition avec 19 % des voix des téléspectateurs qui ont pris part au vote.

#### Post-2011
Elle refait la une de Playboy Russia lors du numéro de septembre 2013.

### Vie sentimentale et privée
Après une brève relation avec le chanteur du groupe « Racines », Pavel Artemiev, Victoria tombe amoureuse d'un autre membre du groupe, le chanteur Dmitri Pakoulitchev, relation qui ne dure pas non plus. À la fin de l'été 2011, Vika rencontre le chanteur Alekseï Vorobiev. Ils sont ensemble jusqu'en mai 2012, date de leur séparation.
En 2015, elle se marie en avril avec Dmitry Kleiman et en octobre de la même année, elle a une fille.

### Tatouage
Dans le dos de la chanteuse sont tatoués les mots « Enjoy Every Moment », en anglais manifestement. Ainsi que la lettre V.

## Discographie
- 2008  — « Aiguilles »